# 徐氏祖祠坊及蒋氏节孝坊
徐氏祖祠坊及蒋氏节孝坊位于安徽省黄山市歙县北郊富堨镇徐村，已列为黄山市文物保护单位。
徐氏祖祠坊原立于徐氏宗祠前，祠堂早已拆除，徐氏祖祠坊现孤立于田野中。它建于清乾隆二十一年（1756年），三间四柱出头三楼，前后有两对石狮子夹柱。上刻有“徐氏祖祠”字样和9个寿字图案。
蒋氏节孝坊，相距不远，已被村民砌为院墙。蒋氏节孝坊亦为三间四柱出头三楼，刻有“圣旨”、“霜松青荫”、“旌表徐廷鲤妻蒋氏节孝”字样。